# Aleta (náutica)
La Aleta (Brazal, Brazalete) era la pieza que formaba la cuaderna posterior, e iba unida a las extremidades de los yugos en los barcos de madera antiguos. (fr. Estain ou corniere; ing. Fashion piece; it. Aletta).

## Tipos
Las aletas son asimismo las distintas piezas y cuadernas que constituyen la parte más curva de cada una de las bandas en la proximidad de la popa. 
- Aleta caída: es la que se coloca con sus caras paralelas a vuelta horizontal del yugo, y lleva su pie al alefriz del codaste, para formar una popa llana.

- Aleta revirada: es la que se establece con sus caras reviradas, buscando la proximidad del escuadreo del costado, y cuyo pie va contra los dormidos de la quilla para formar el peto o abanico de popa. (fr. Corniere devoyée; ing. Cant fashion piece; it Aletta di rovescio).

## Definiciones relacionadas
- En un buque se denomina aleta al sector de horizonte  comprendido entre el través de babor o estribor y la popa. Tendremos entonces la aleta de babor y la aleta de estribor.

- Es una forma de indicar direcciones. Por ejemplo si un velero recibe el viento por su banda de estribor y más a popa de su través diremos que recibe el viento por la aleta de estribor.

- De igual modo se emplea para referirse a la forma en que vemos otros buques.

## Palabras parecidas

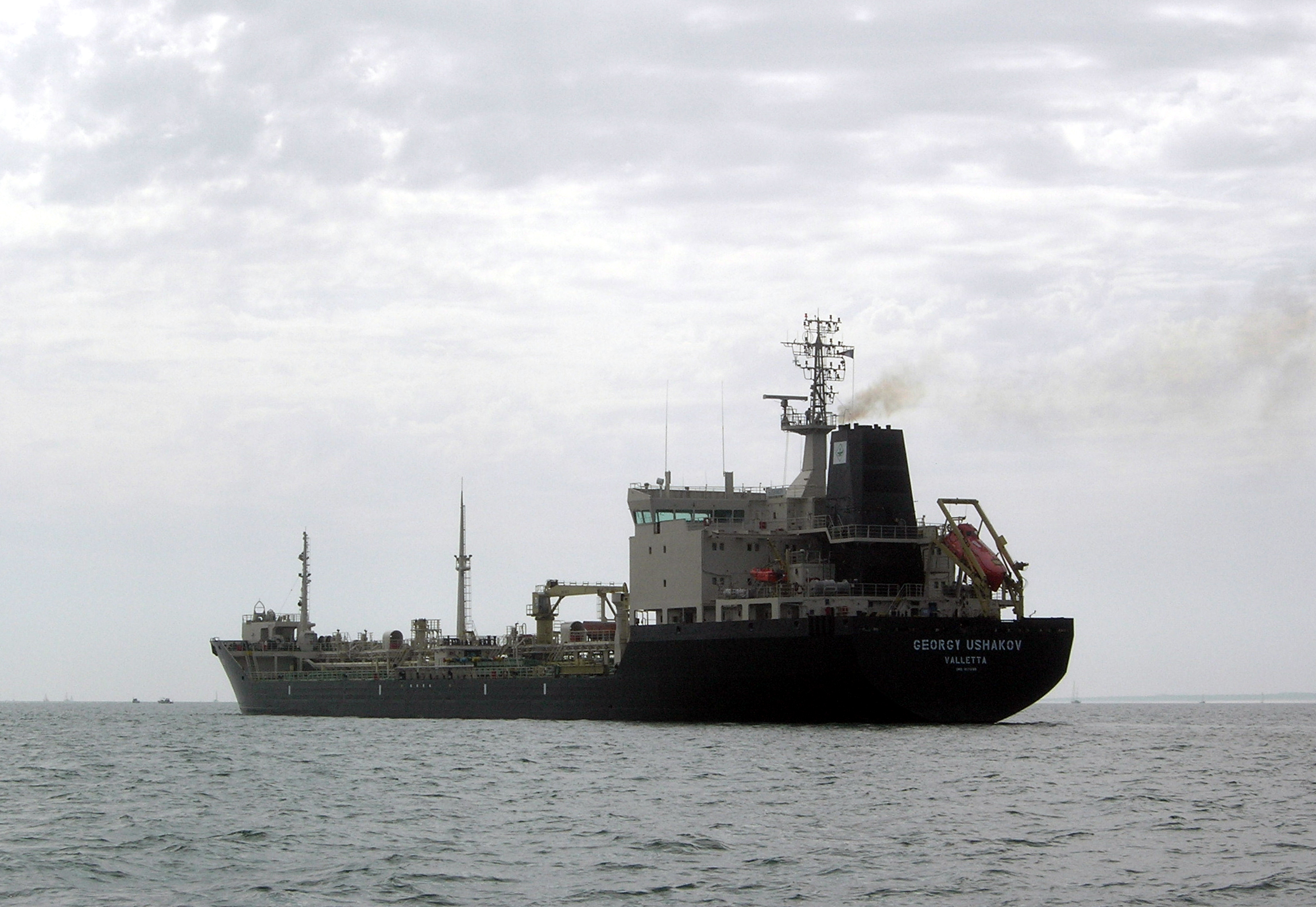
Aletas de los tambores : son piezas fuertes de madera sujetas a los extremos de los baos de canalete, paralelamente a la quilla y destinadas a soportar el pezón del eje de las ruedas en los barcos de vapor de tambor y a una parte del armazón de estos.  - Buque visto por su aleta de babor
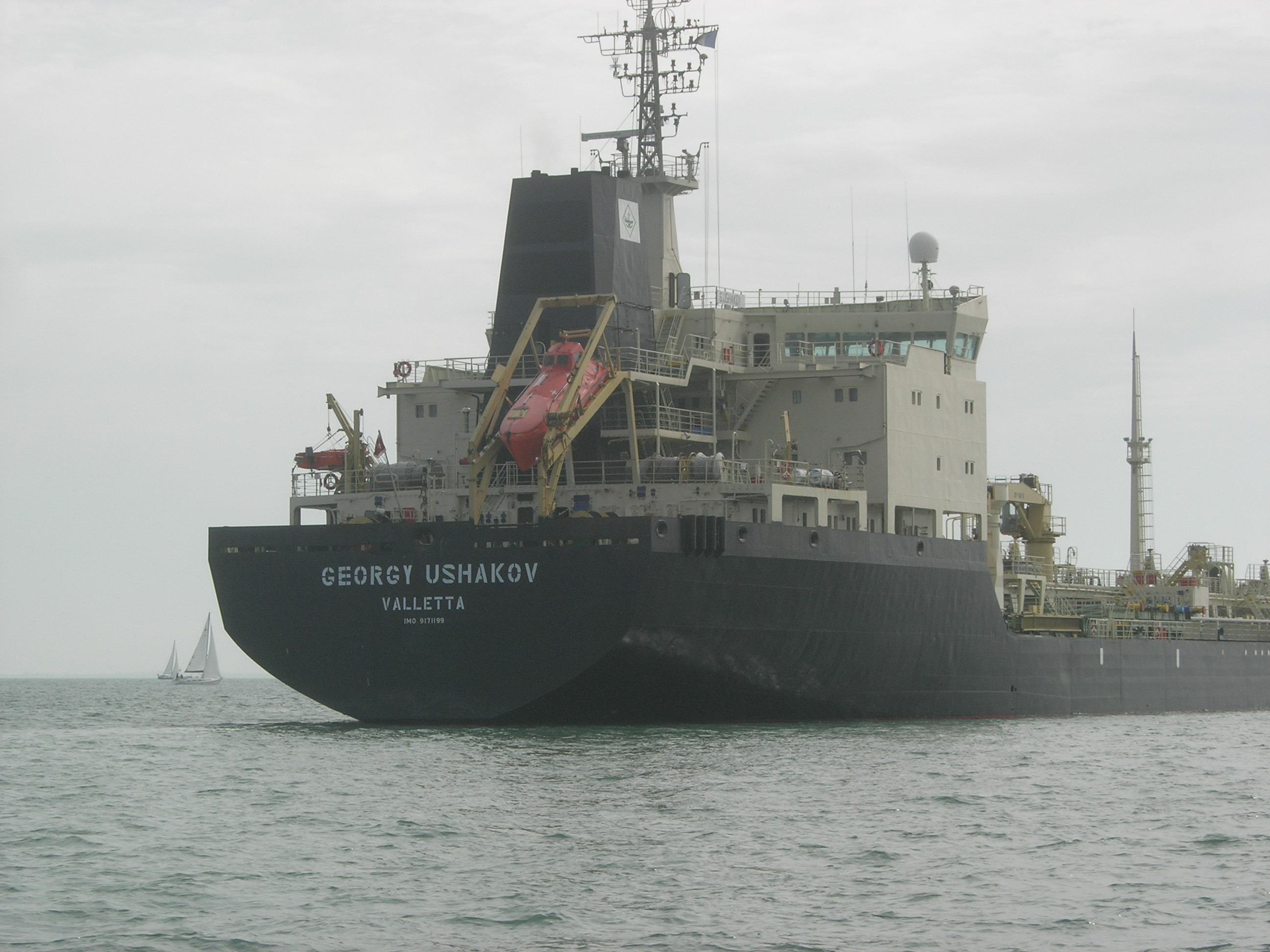
Buque visto por su aleta de estribor
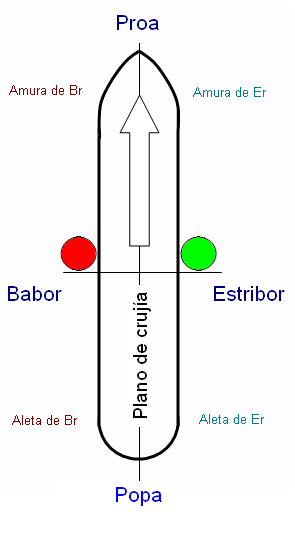
Direcciones relativas con referencia al buque
  - Buque visto por su aleta de estribor
  - Direcciones relativas con referencia al buque